# Nemoria venustus
Nemoria venustus là một loài bướm đêm trong họ Geometridae.